# مجلة بيبول
مجلة الناس أو مجلة بيبول People هي مجلة أسبوعية أمريكية متخصصة في أخبار المشاهير والقصص التي تهم الإنسان. تم نشرها من قبل دوت داش، وهي شركة تابعة لـ IAC. بلغ عدد القراء للمجلة 46.6 مليون بالغ في عام 2009، كان لدى مجلة بيبول أكبر جمهور في أي مجلة أمريكية، لكنها تراجعت إلى المركز الثاني في عام 2018 بعد أن انخفض عدد قراءها بشكل كبير إلى 35.9 مليون. كان لدى مجلة الناس 997 دولارًا مليون في عائد الإعلانات في عام 2011، وهو أعلى عائد إعلاني لأي مجلة أمريكية. عام 2006، كان تداولها 3.75 مليون دولار والإيرادات المتوقع أن تصل إلى 1.5 دولار مليار. حصلت على لقب "مجلة العام" من قبل Advertising Age في أكتوبر 2005، لتميزها في التحرير والتوزيع والإعلان. احتلت مجلة بيبول المرتبة 6 في "قائمة A" السنوية ' Advertising Age والمرتبة 3 على قائمة Adweek ' Brand Blazers" في أكتوبر 2006.
يركز موقع مجلة بيبول People.com، على أخبار المشاهير والقصص التي تهم الإنسان. ربما اشتهرت مجلة بيبول بإصداراته السنوية الخاصة التي تسمي «أجمل رجل في العالم» و «أفضل وأسوأ ملابس» و «جاذبية رجل على قيد الحياة». يقع المقر الرئيسي للمجلة في مدينة نيويورك، ولها مكاتب تحرير في لوس أنجلوس ولندن. لأسباب اقتصادية، أغلقت مكاتب في أوستن وميامي وشيكاغو في عام 2006.

## تاريخها
يُنسب مفهوم مجلة بيبول إلى اندروا هيسكال، الرئيس التنفيذي لشركة مجلة تايم. في ذلك الوقت والناشر السابق لمجلة لايف الأسبوعية. كان ريتشارد ستولي، مدير التحرير المؤسس لـمجلة بيبول، مساعدًا إداريًا مساعدًا سابقًا في لايف والصحفي الذي حصل على فيلم زابرودر لاغتيال John F. Kennedy لصالح مجلة تايم. في عام 1963كان أول ناشر لمجلة بيبول ' ريتشارد جيه. «ديك» دوريل، وهو خبير مخضرم آخر في شركة تايم إنك. 
ووصف Stolley المجلة بأنها «العودة إلى الأشخاص الذين يتسببون في الأخبار والذين وقعوا فيها، أو يستحقون أن يكونوا فيها. ينصب تركيزنا على الناس وليس على القضايا». ساهم تصميم Stolley الديني تقريبًا في الحفاظ على تركيز المجلة على الناس بشكل كبير في نجاحها المبكر السريع. يقال أنه على الرغم من أن شركة Time Inc. ضخت ما يقدر بنحو 40 مليون دولارًافي المشروع، لم تظهر المجلة بقوة إلا بعد 18 شهرًا من ظهورها لأول مرة في 25 فبراير 1974. في البداية، تم بيع المجلة بشكل أساسي في أكشاك بيع الصحف وفي محلات السوبر ماركت. لإصدار المجلة كل أسبوع، كان الموظفون المؤسسون ينامون بانتظام على أرضية مكاتبهم ليلتين أو ثلاث ليالٍ كل أسبوع ويقيدون بشدة جميع الارتباطات الخارجية غير الضرورية.
الطبعة الأولى  للأسبوع المنتهي في 4 مارس 1974، ظهرت الممثلة ميا فارو، ثم قامت ببطولة فيلم غاتسبي العظيم الصادر عام 1974) على الغلاف. تضمن هذا العدد أيضًا قصصًا عن غلوريا فاندربيلت وألكسندر سولجينتسين وزوجات قدامى المحاربين الأمريكيين في فيتنام الذين كانوا في عداد المفقودين في العمل. كانت المجلة بصرف النظر عن غلافها، مطبوعة بالأبيض والأسود. كان سعر التغطية الأولي 35 سنتًا.
كان جوهر فريق التحرير المؤسس الصغير يضم محررين وكتاب ومصورين ومحرري صور آخرين من مجلة Life، التي توقفت عن النشر قبل 13 شهرًا فقط. ضمت هذه المجموعة مدير التحرير ستولي وكبار المحررين هال وينجو (والد مذيع قناة إي إس بي إن ESPN تري وينجو)، سام أنجيلوف (المحرر الإداري المؤسس لمجلة mwaQ Usوروبرت إيميت جينا (لاحقًا منتج أفلام)؛ الكتاب جيمس واترز (مراجع مسرحي) ورونالد ب. سكوت (لاحقًا كاتب سيرة المرشح الرئاسي ميت رومني)؛ ريتشارد بورغهايم كبير المحررين السابق في مجلة تايم ' مؤسس مجلة تايم التلفزيونية المشؤومة View)؛ رئيس التصوير الفوتوغرافي، مصور الحياة، جون لونجارد، ليخلفه جون دومينوس، مصور فوتوغرافي بارز في فريق Life؛ وفنان التصميم برنارد وابر، مؤلف ورسام سلسلة كتب Lyle The Crocodile للأطفال. ساهم العديد من مصوري Life البارزين في المجلة أيضًا، بما في ذلك الأساطير ألفريد آيزنشتاد وجون ميلي والنجوم الصاعدون Co Rentmeester وDavid Burnett و Bill Eppridge. من بين أعضاء فريق التحرير الأول المحررون والكتاب روس دريك، رالف نوفاك، بينا برنارد، جيمس جيروم، سالي مور، ماري فيسبا، لي وولفيرت، جويس وانسلي، كيرت ديفيس، كلير كروفورد ماسون،  وجيد هورن، لاحقًا محرر لجريدة The Times-Picayune في نيو أورلينز.
عام 1996، أطلقت شركة مجلة تايم. مجلة باللغة الإسبانية. وقالت الشركة إن الإصدار الجديد ظهر بعد أن تم توزيع عدد عام 1995 من المجلة الأصلية بغلافين متميزين، أحدهما يظهر المغنية تيجانو المقتولة سيلينا والآخر يعرض المسلسل التلفزيوني الشهير فريندز. تم بيع غطاء سيلينا بينما لم يتم بيع الآخر. على الرغم من أن الفكرة الأصلية كانت أن الترجمات باللغة الإسبانية لمقالات من المجلة الإنجليزية ستشكل نصف المحتوى، أصبحت People en Español بمرور الوقت تحتوي على محتوى أصلي بالكامل.
في عام 2002، قدمت بيبول ستايل واتش، وهو عنوان يركز على أسلوب المشاهير والأزياء والجمال، وهو عبارة عن ملحق لبيع الصحف لعمود ستايل واتش . نظرًا لنجاحها، تمت زيادة وتيرة بيبول ستايل واتش إلى 10 مرات سنويًا في عام 2007.  في ربيع عام 2017، تم تغيير اسم بيبول ستايل واتش إلى بيبول ستايل. في أواخر عام 2017، أُعلن أنه لن يكون هناك نسخة مطبوعة من بيبول ستايل وستكون منشورة بشكل رقمي فقط.
في أستراليا، تحمل النسخة المحلية من بيبول People عنوان Who نظرًا لوجود مجلة أخرى تم نشرها بالفعل تحت عنوان People. تم نشر الطبعة الدولية من People في اليونان منذ عام 2010.  في 26 يوليو 2013، أعلنت مجموعة Outlook أنها ستغلق الإصدار الهندي من People، والذي بدأ النشر في عام 2008. في سبتمبر 2016، بالتعاون مع إنترتينمنت ويكلي، أطلق مجلة بيبول شبكة People / Entertainment Weekly. شبكة الفيديو عبر الإنترنت المجانية المدعومة بالإعلانات ... التي تغطي المشاهير وثقافة البوب ونمط الحياة والقصص التي تهم الإنسان "، تمت إعادة تسميتها باسم PeopleTV في سبتمبر 2017. في ديسمبر 2016، انخرطت LaTavia Roberson في خلاف مع People بعد أن زعمت أنها أخطأت في الاقتباس وحرفت مقابلتها عبر الإنترنت.
اشترت ميريديث Time Inc. بما في ذلك مجلة بيبول، في عام 2017. في عام 2019، أعلن محرر People Jess Cagle أنه سيتنحى عن منصبه. وأعلن لاحقًا أنه سيحل محله نائب رئيس التحرير دان ويكفورد، الذي عمل سابقًا في In Touch Weekly. تم تعيين ليز فاكارييلو رئيسة التحرير الجديدة في 23 فبراير 2022، لتحل محل دان ويكفورد.
في 6 أكتوبر 2021، اشترت دوت داش المجلة، بما في ذلك Entertainment Weekly و InStyle و Chip و Joanna Gaines 'Magnolia Journal. في صفقة بقيمة 2.7 مليار دولار.

### بيبول تيين
في عام 1998، قدمت المجلة نسخة تستهدف المراهقين تسمى بيبول تيين Teen People. ومع ذلك، في 27 يوليو 2006، أعلنت الشركة أنها ستوقف نشرها. كان من المقرر إصدار آخر إصدار في سبتمبر 2006. في المقابل، تلقى المشتركون في هذه المجلة Entertainment Weekly عن باقي اشتراكاتهم. تم الاستشهاد بالعديد من الأسباب لإغلاق النشر، بما في ذلك انخفاض في الصفحات الإعلانية، والمنافسة من المجلات الأخرى الموجهة للمراهقين والإنترنت، وانخفاض أعداد التوزيع. تم دمج موقع بيبول تيين في People.com في أبريل 2007. أوضح مارك غولين، محرر موقع People.com، أن موقع People.com "سينشر قصصًا تركز على المراهقين تحمل علامة بيبول تيين. وفيما يتعلق بقرار دمج العلامات التجارية، قال: "لدينا حركة مرور على بيبول تيين، فالناس موقع أكبر، فلماذا لا نجمع ونجعل زيارات المراهقين تذهب إلى مكان واحد؟" 

### مسابقة صور المشاهير
في مقال في يوليو 2006 مجلة فارايتي، ألقت جانيس مين رئيسة تحرير Us Weekly، باللوم على مجلة بيبول في زيادة التكلفة على ناشري صور المشاهير:
ورد أن مجلة الناس دفعوا 4.1 دولار مليون لصور الوليد شيلوه نوفيل جولي بيت، طفل أنجلينا جولي وبراد بيت. حددت الصور رقمًا قياسيًا لحركة المرور ليوم واحد لموقعها على الويب، وجذبت 26.5 مليون مشاهدة للصفحة.

### شخصية العام
السمة السنوية «جاذبية الرجل ممن هم على قيد الحياة» توصف بأنها معيار لجاذبية الذكور وعادة ما تشمل فقط المشاهير. يتم تحديده باستخدام إجراء مشابه للإجراء المتبع مع مجلة التايم ' شخصية العام. كان أصل العنوان مناقشة حول قصة مخطط لها على ميل جيبسون. صاح أحدهم، «يا إلهي، إنه الرجل الأكثر جاذبية على قيد الحياة!» وقال شخص آخر، «يجب أن تستخدم ذلك كخط تغطية.» 
خلال العقد الأول أو نحو ذلك، ظهرت الميزة على فترات متفاوتة. تم منحها في الأصل في فصل الشتاء، وتم تغييرها حول التقويم، مما أدى إلى فجوات تصل إلى سبعة أشهر وطول عام ونصف، مع عدم وجود اختيار على الإطلاق خلال عام 1994 (بعد 21 عامًا، اختارت المجلة كيانو ريفز لملء فجوة 1994، مع الوصيف بما في ذلك هيو جرانت وجيم كاري). منذ عام 1997، تم تسوية التواريخ بين منتصف نوفمبر وأوائل ديسمبر.
تواريخ إصدارات المجلات والفائزين وأعمار الفائزين وقت الاختيار والتعليقات ذات الصلة مذكورة أدناه.

### شخصية العاممن السيدات
في كانون الأول (ديسمبر) 2014، اختار الناس كيت أبتون، أول امرأة وأكثرها جاذبية على الإطلاق. تم إعلان سيندي كروفورد وريتشارد جير «الزوجين الأكثر جاذبية لهذا العام» في 19 أكتوبر 1993.
| سنة             | خيار      | سن |
| --------------- | --------- | -- |
| ديسمبر 25, 2014 | كيت ابتون | 22 |

### ألطف طفل في العام
في عام 2019، اختارت People أول مجموعة Cutest Baby Alive، ابن آندي كوهين، بنيامين. في عام 2020، تم اختيار نجل أندرسون كوبر، وايت مورغان، أفضل طفل على قيد الحياة.
| سنة             | خيار          |
| --------------- | ------------- |
| نوفمبر 13, 2019 | بنيامين كوهين |
| نوفمبر 19, 2020 | وايت مورغان   |

### أكثر الناس فضولًا في العام
في نهاية كل عام، تختار مجلة بيبول 25 فردًا أو زوجًا من صناعة الأخبار ممن تلقوا اهتمامًا إعلاميًا كبيرًا على مدار الإثني عشر شهرًا الماضية وتعرضهم في إصدار خاص بنهاية العام، وهو أكثر 25 شخصًا إثارة للاهتمام في العام.
" تتضمن هذه السلسلة من الميزات التي تغطي صفحة كاملة والمميزات المكونة من نصف صفحة قادة العالم والنشطاء السياسيين والممثلين والفنانين المشهورين والرياضيين النخبة ورجال الأعمال البارزين والعلماء البارعين وأحيانًا أفراد الجمهور الذين كان لقصصهم تأثير غير عادي في الأخبار أو الصحف الشعبية وسائل الإعلام.

### 100 أجمل الناس
أجمل 100 شخص في العالم هي قائمة سنوية تضم 100 شخص تم الحكم عليهم بأنهم أجمل شخص في العالم. حتى عام 2006، كان أجمل 50 شخصًا.
| السنة          | الاسم                | العمر |
| -------------- | -------------------- | ----- |
| يونيو 1, 1990  | ميشيل فايفر (1)      | 32    |
| يونيو 7, 1991  | جوليا روبرتس (1)     | 23    |
| مايو 4, 1992   | جودي فوستر           | 28    |
| مايو 3, 1993   | سيندي كروفورد        | 27    |
| مايو 8, 1994   | ميغ رايان            | 32    |
| مايو 8, 1995   | كورتني كوكس          | 30    |
| مايو 8, 1996   | ميل غيبسون           | 40    |
| مايو 12, 1997  | توم كروز             | 34    |
| مايو 12, 1998  | ليوناردو دي كابريو   | 24 36 |
| مايو 14, 1999  | ميشيل فايفر (2)      | 41    |
| مايو 8, 2000   | جوليا روبرتس (2)     | 32    |
| مايو 14, 2001  | كاثرين زيتا جونز     | 31    |
| مايو 13, 2002  | نيكول كيدمان         | 34    |
| مايو 12, 2003  | هالي بيري            | 36    |
| مايو 30, 2004  | جينيفر أنيستون (1)   | 35    |
| مايو 8, 2005   | جوليا روبرتس (3)     | 37    |
| أبريل 28, 2006 | أنجلينا جولي         | 30    |
| أبريل 27, 2007 | درو باريمور          | 32    |
| مايو 2, 2008   | كيت هدسون (1)        | 29    |
| مايو 11, 2009  | كريستينا أبلغيت      | 37    |
| أبريل 30, 2010 | جوليا روبرتس (4)     | 42    |
| أبريل 15, 2011 | جينيفر لوبيز         | 41    |
| أبريل 27, 2012 | بيونسيه              | 30    |
| أبريل 26, 2013 | جوينيث بالترو        | 40    |
| مايو 5, 2014   | لوبيتا نيونغو        | 31    |
| أبريل 24, 2015 | ساندرا بولوك         | 50    |
| أبريل 20, 2016 | جينيفر أنيستون (2)   | 47    |
| أبريل 19, 2017 | جوليا روبرتس (5)     | 49    |
| أبريل 18, 2018 | Pink                 | 38    |
| أبريل 24, 2019 | جينيفر غارنر         | 47    |
| مايو 4, 2020   | غولدي هاون           | 74    |
| مايو 4, 2020   | كيت هدسون (2)        | 41    |
| مايو 4, 2020   | Rani Hudson Fujikawa | 1     |
| أبريل 12, 2021 | كريسي تيغن           | 34    |
| أبريل 27, 2022 | هيلين ميرين          | 76    |

## وصلات خارجية
- الموقع الرسمي

1. ↑  المجلة باللغة الإسبانية عنوانها: People en Español